# Galeries Lafayette (Berlin)
Les Galeries Lafayette Berlin étaient un magasin de 4 étages situé au centre de Berlin en Allemagne, appartenant au groupe Galeries Lafayette et en activité de 1996 à 2024.

## Historique
Dans les années 1920, les propriétaires des Galeries Lafayette lancent le projet d'ouvrir un nouveau magasin à Berlin, mais ce projet est mis à l'arrêt quand frappe la Grande Dépression.
Après la réunification en 1990, le groupe Galeries Lafayette mise sur la nouvelle capitale allemande pour y ouvrir une première filiale dans ce pays. Les Galeries Lafayette de Berlin ouvrent leurs portes en 1996. Il s'agit de la première ouverture du groupe à l'international.
En 2012, les murs du magasin sont rachetés par Allianz Real Estate Germany qui acquiert l'intégralité du "Quartier 207" où se situe le bâtiment de la marque française. En 2013, le fait que tous les employés du ministère des affaires étrangères allemand bénéficient inconditionnellement d'une réduction de 10% dans les Galeries Lafayette de Berlin soulève un problème d'éthique vis-à-vis de la notion de corruption sous-jacente à ce geste à portée diplomatique.
Au premier semestre 2015, les ventes des Galeries Lafayette de Berlin sont affectées par l'ouverture du plus grand centre commercial allemand à proximité. En septembre 2015, un incendie se propage dans les sous-sols du bâtiment. L'origine serait d'origine criminelle. Les pompiers sur place furent surpris par la fermeture illégale de plusieurs portes du bâtiment qui ont complexifié l'accès au bâtiment, et par le fait que les flammes se soient propagées jusqu'au rez-de-chaussée via des lucarnes.
En octobre 2023, confronté à la mutation du marché, le Groupe Galeries Lafayette annonce son intention de ne pas renouveler le bail du magasin à son expiration fin 2024. Mais la fermeture définitve est finalement avancée au 31 juillet 2024. Le devenir du bâtiment est encore incertain.

## Description
Les Galeries Lafayette de Berlin se situaient à l’angle de la Französische Straße et de la Friedrichstraße, une artère commerciale de l'arrondissement de Mitte, le centre-ville de Berlin.
Les Galeries Lafayette proposaient sur 4 étages et près de 9 000 m2 une gamme de produits variée et exclusive présentant les plus grandes marques françaises et internationales. Le Lafayette Gourmet, situé au sous-sol du magasin offrait de nombreuses spécialités culinaires françaises à emporter ou à consommer sur place dans l’un de ses restaurants. Lafayette Livre, à la sortie du Gourmet, présentait une large sélection de nouveautés et de grands classiques de la littérature, exclusivement en français.
Le magasin a également abrité un distributeur automatique de lingots d'or de 1 à 250 grammes, installé en 2010.

## Bâtiment
Le bâtiment couvre une surface de 56 442 m².
L’architecte Jean Nouvel a construit spécialement pour les Galeries Lafayette un temple de verre moderne, dont l’intérieur est axé autour d’un immense cône, hommage contemporain à la célèbre coupole du grand magasin parisien du boulevard Haussmann. Une partie de la façade présente aussi un jardin vertical de l’artiste Patrick Blanc, offrant grâce au mur végétal, verdure et nature à la rue.

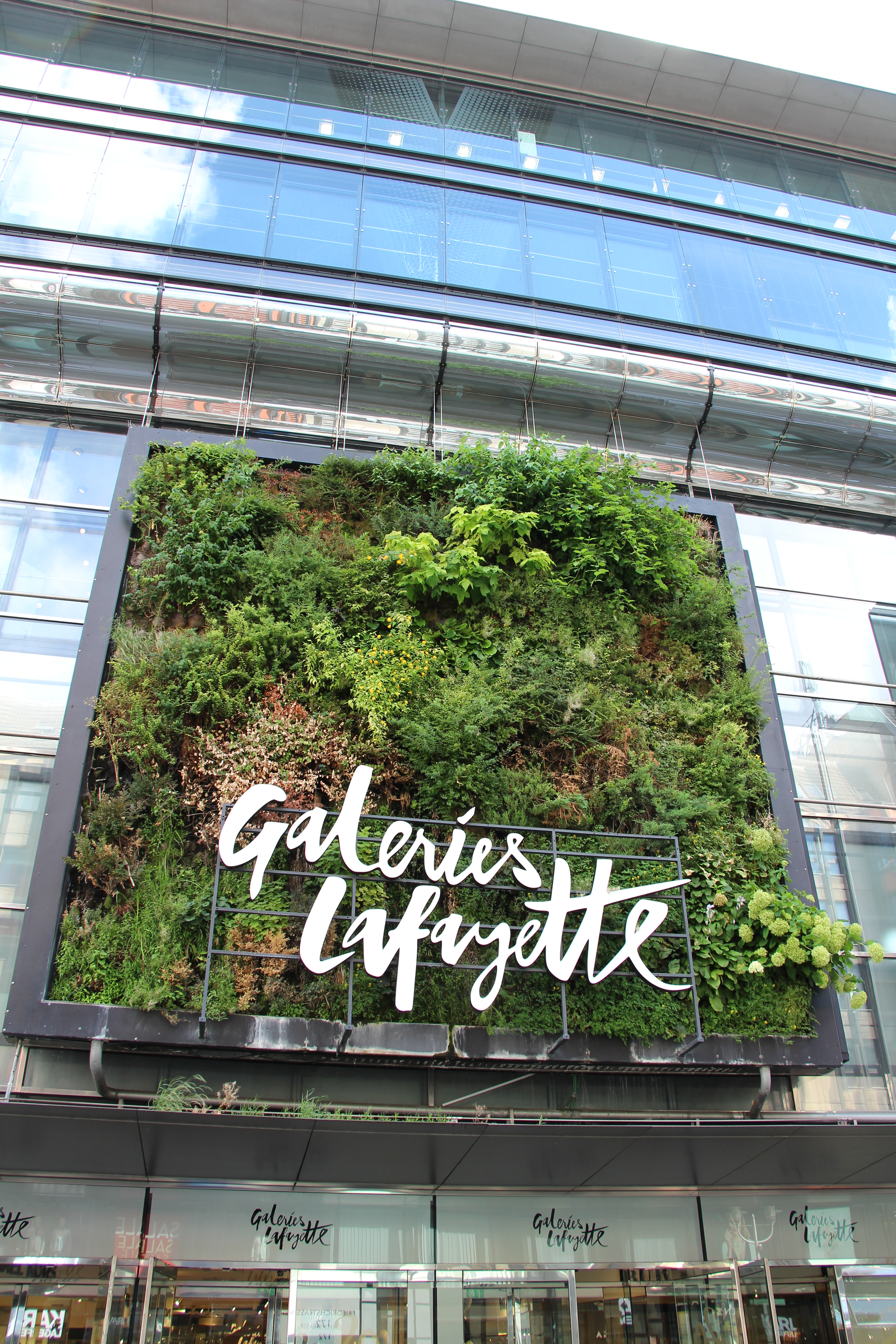
Entrée principale.
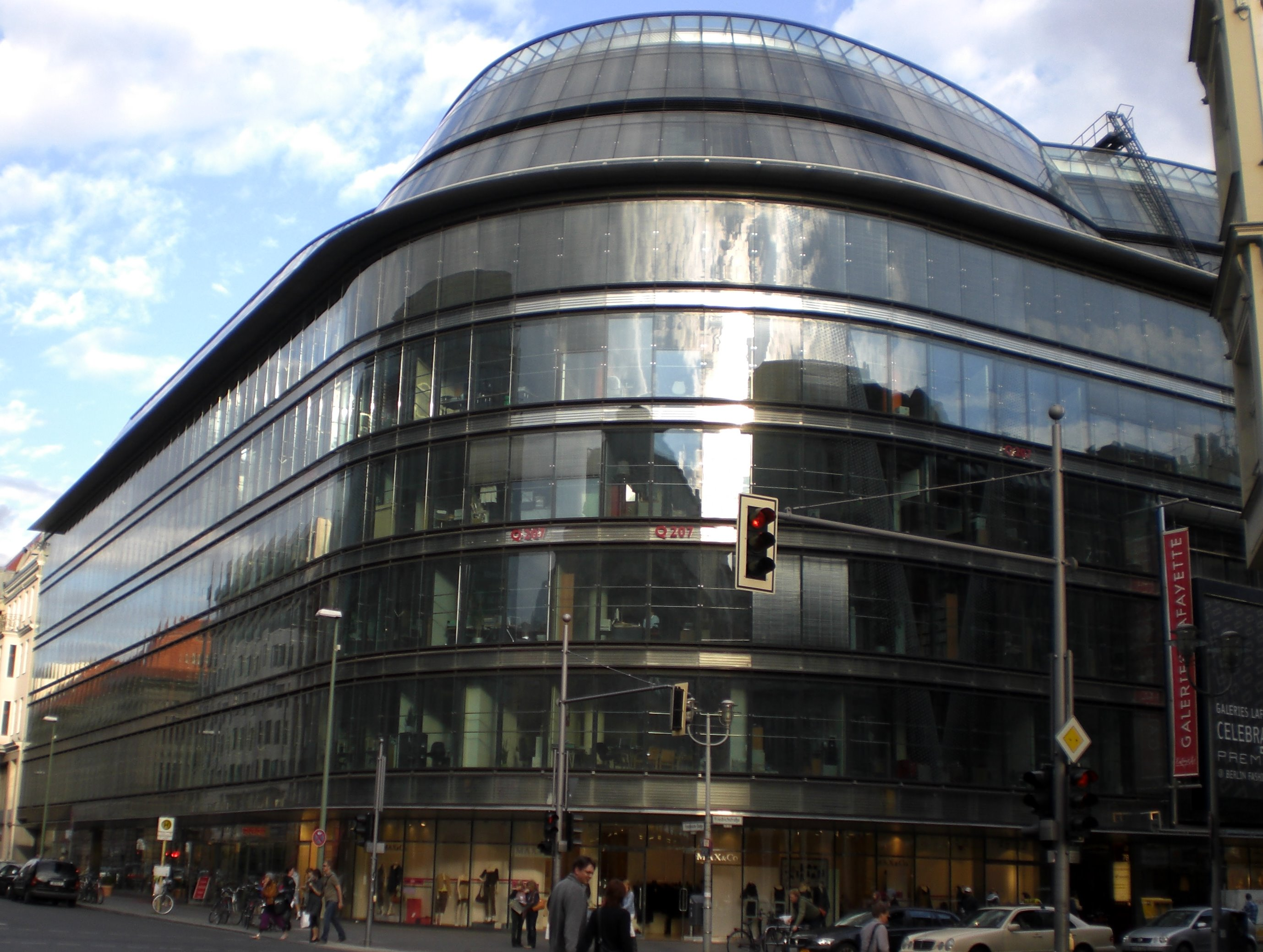
Façade.
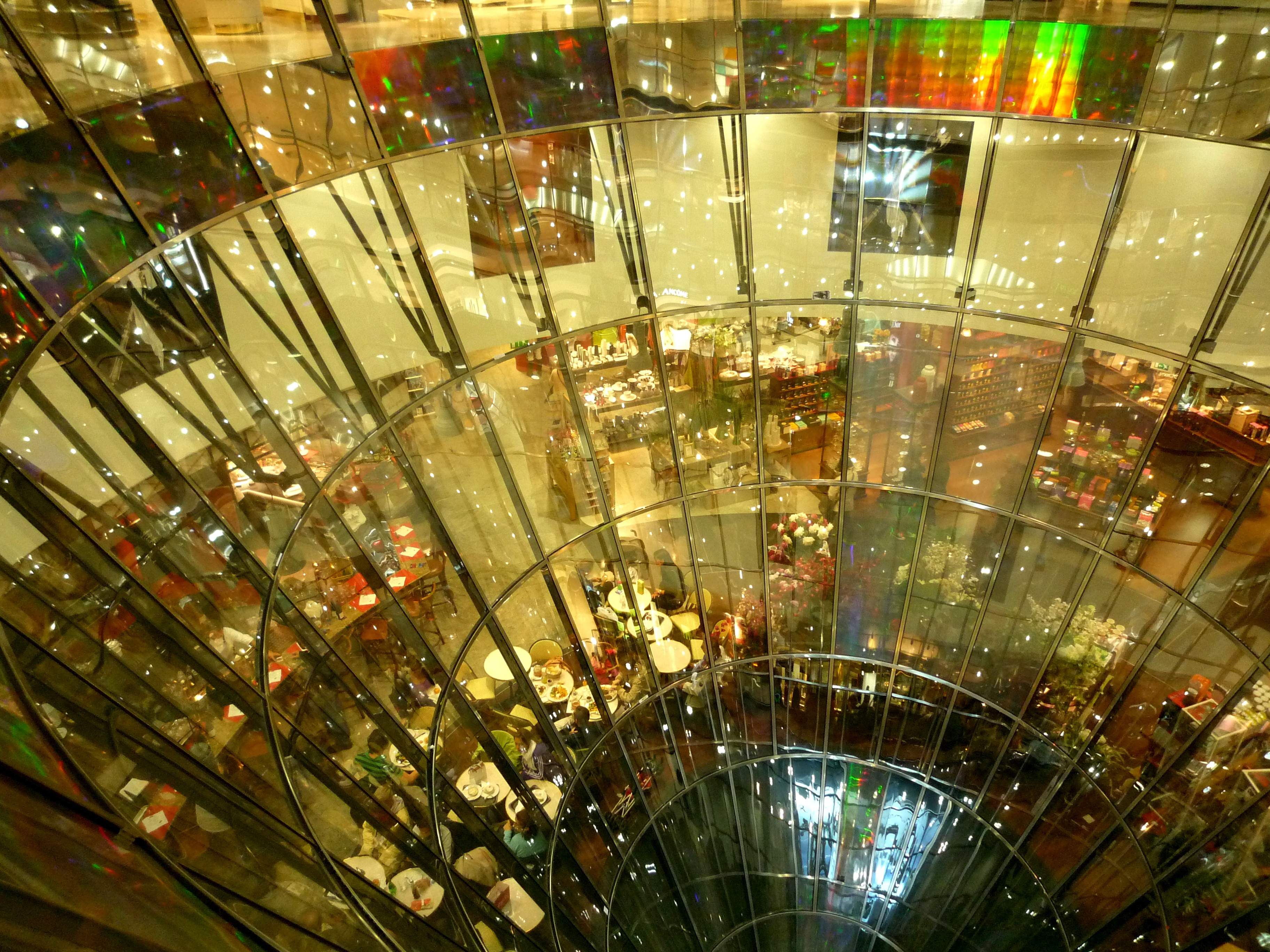
Le cône de verre vu du haut.
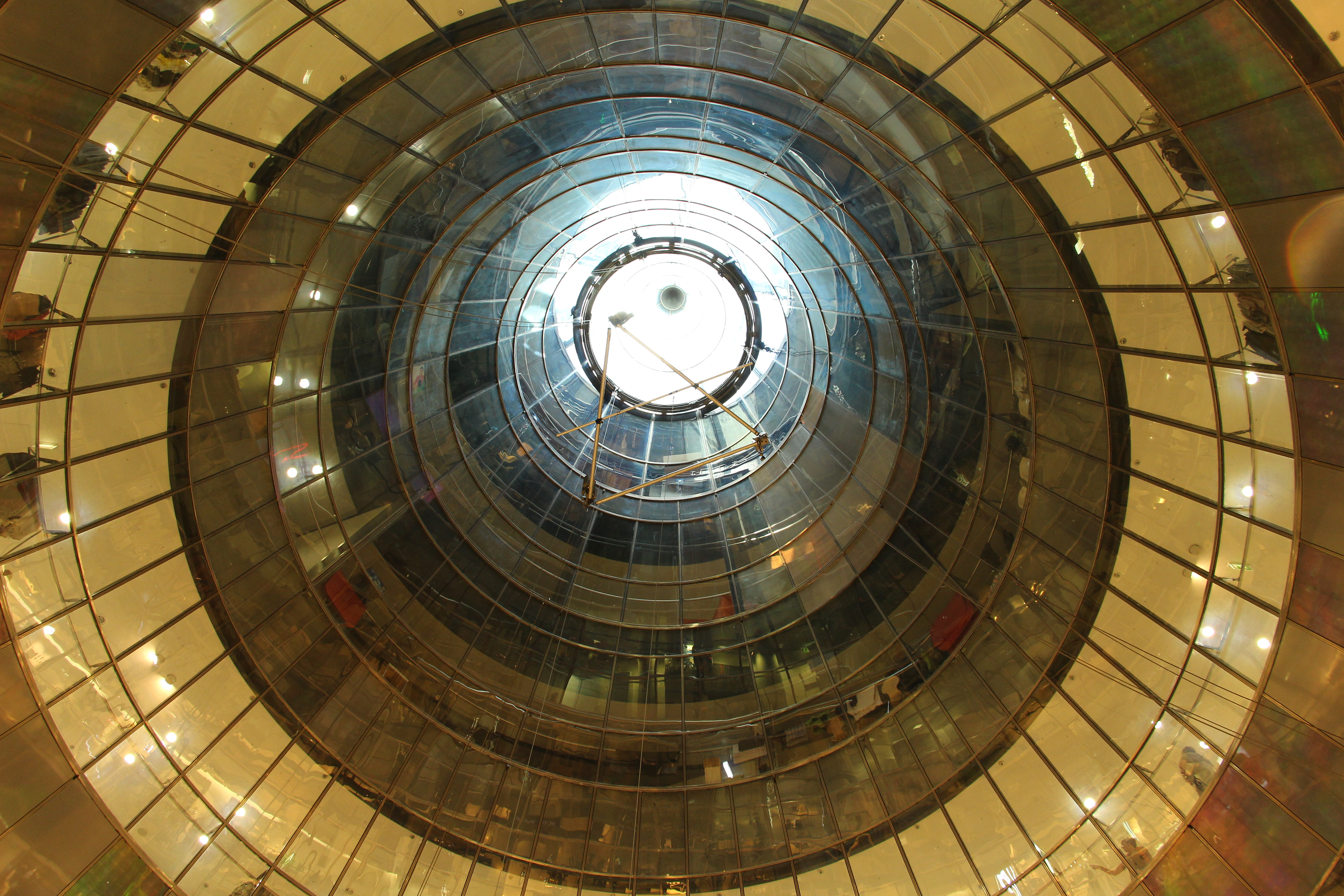
Le cône de verre vu du bas.
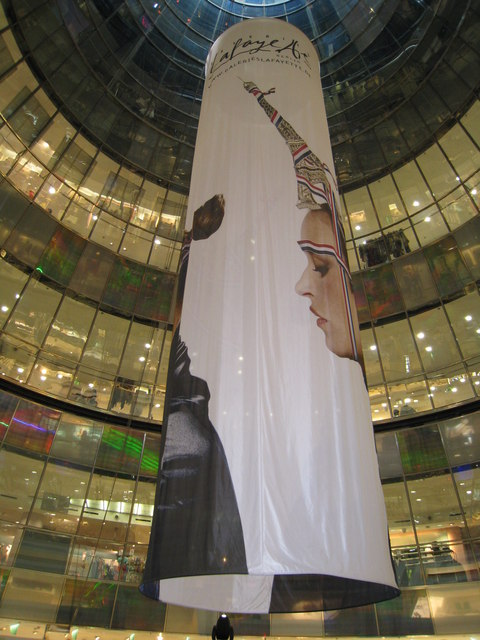
Kakemono géant.
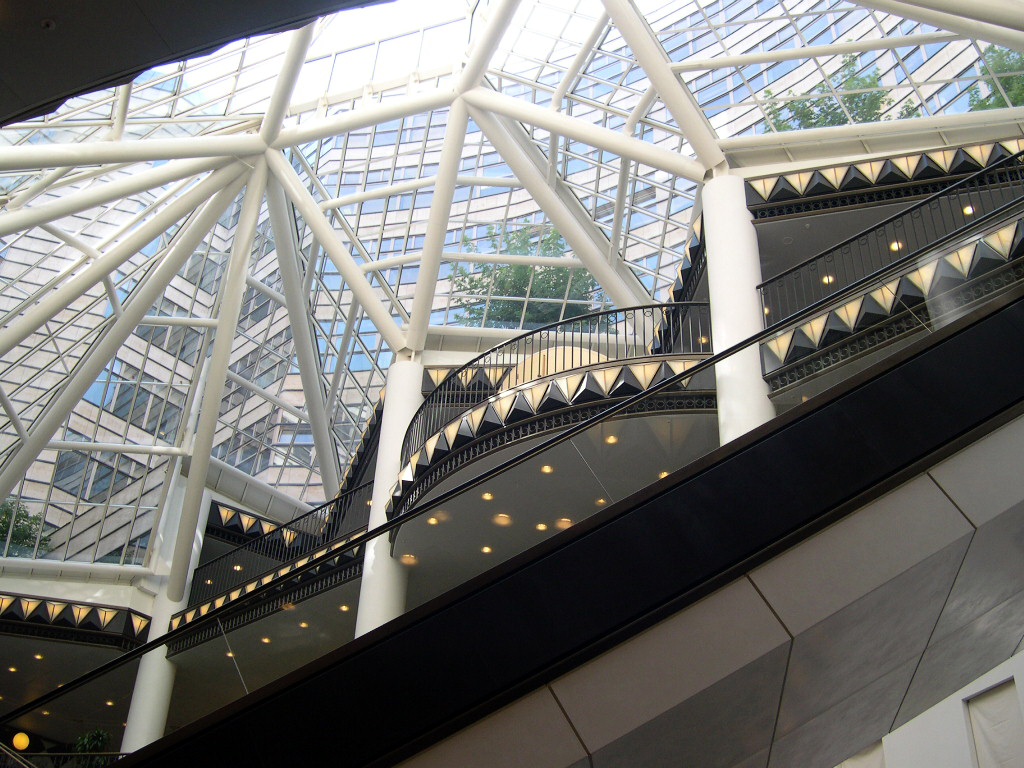
Intérieur.